# Bonne chance, Messieurs !
Pour plus de détails, voir Fiche technique et Distribution.
Bonne chance, Messieurs ! (Удачи вам, господа!) est un film russe réalisé par Vladimir Bortko, sorti en 1992,.

## Fiche technique
- Photographie : Vladimir Kovzel
- Musique : Vladimir Dachkevitch